# Буй-Тур (Станиславів)
«Буй-Тур» Станиславів (пол. Buj-Tur Stanisławów) — український футбольний клуб, який існував у Станиславові (нині Івано-Франківськ, Україна) протягом 1922—1926 років. Команда представляла футбольну секцію українського патріотичного тіловиховного та руханкового товариства «Сокіл».

## Хронологія назв
- 1922—1926: «Буй-Тур» Станиславів (пол. Buj-Tur Stanisławów)

## Історія
Команда «Буй-Тур» була першою суто українською футбольною дружиною в Станиславові. Правдоподібно датою заснування клубу був 1922 рік. Саме весною цього року провідники «Буй-Тура» вперше заявили про своє існування на ширший загал у Львові, де спільно з представниками чотирьох інших, ще довоєнних, українських товариств краю на своєму зібранні вирішили об'єднатися в Український Спортовий Союз. Назва клубу походить від імені князя Буй-Тура Всеволода — героя знаної літературної пам'ятки давньоруських часів «Слова о полку Ігоревім».
Фінансово-адміністративну опіку над командою протягом всього часу її існування здійснював міський радник Омелян Каратницький.
Прем'єрна першість з футболу Українського Спортового Союзу, в який взяли участь футболісти «Буй-Тура», відбулася в 1924 році. У двоколовому турнірі суперниками станиславівців були спортсмени львівської «України» та перемишльського «Беркута». З невідомих причин свої домашні поєдинки чемпіонату буйтурівці проводили на нейтральних полях — в Калуші (двічі) та Львові. У підсумку станиславівська команда посіла у першості 2-е місце, фінішувавши вслід за більш досвідченими футболістами «України».
Позаяк «Буй-Тур» був членом Українського Спортового Союзу, то в силу відповідних приписів мусив змагатися, навіть в товариських матчах, передовсім з колективами, які були членами цієї спілки. Через це футболісти «Буй-Тура» постійно відчували брак ігрової практики. Поширеним явищем серед них поступово стала паралельна участь в місцевих змаганнях у барвах інших футбольних дружин Станиславова.
Найпам'ятнішим матчем в недовгій біографії «Буй-Тура» можна назвати товариську гру у Львові проти місцевої «України» 4 травня 1924 року. У ній станиславівці несподівано для всіх розгромили господарів з рахунком 4:0.
У 1925 році через брак охочих колективів позмагатися черговий чемпіонат Українського Спортового Союзу не проводився. Тож «Буй-Тур» обмежив свою діяльність тільки поодинокими дружніми зустрічами. У наступному році, який виявився останнім в історії існування клубу,  буйтурівці обмежилися тільки трьома поєдинками проти місцевих станиславівських команд — двічі українці зіграли проти польської «Гурки» та раз проти гебрейської «Адміри».
Ігровий голод, помножений на брак фінансового забезпечення, призвели врешті-решт в 1926 році до припинення клубом своєї подальшої діяльності. У 1927 році чимало футболістів «Буй-Тура» складуть основу новоутвореної в Станиславові команди «Сокіл» при читальні «Просвіти» на Гірці.

## Відомі гравці
- Михайло Косач
- Михайло Копаницький
- Ярема Попель
- Євстахій Козло